# 島々谷川
島々谷川（しましまだにがわ）は、長野県松本市を流れ、島々集落の東北側で梓川に左岸から合流する。

## 概要
長野県松本市の西に位置する徳本峠に源を発する峠沢と本谷の流れが合わさり、大南沢、小南沢、障子川瀬沢、中ノ沢、岩魚留沢、ワサビ沢、出シノ沢、瀬戸沢、一ノ沢、下女沢などを合流させ、南沢として二俣まで東に向かって流れる。黒沢山西斜面などの水を集めた北沢が南に向かって流れ、二俣で南沢と合流し島々谷川となる。二俣から島々集落まで、小嵩沢、庄沢、奥樽沢、矢嵩沢、前樽沢などを合流させながら南東に向かって流れる。島々集落東側で、梓川に合流する。二俣から上の南沢沿いの徳本峠に向かう道路は狭いので車両は入れない。

## 歴史

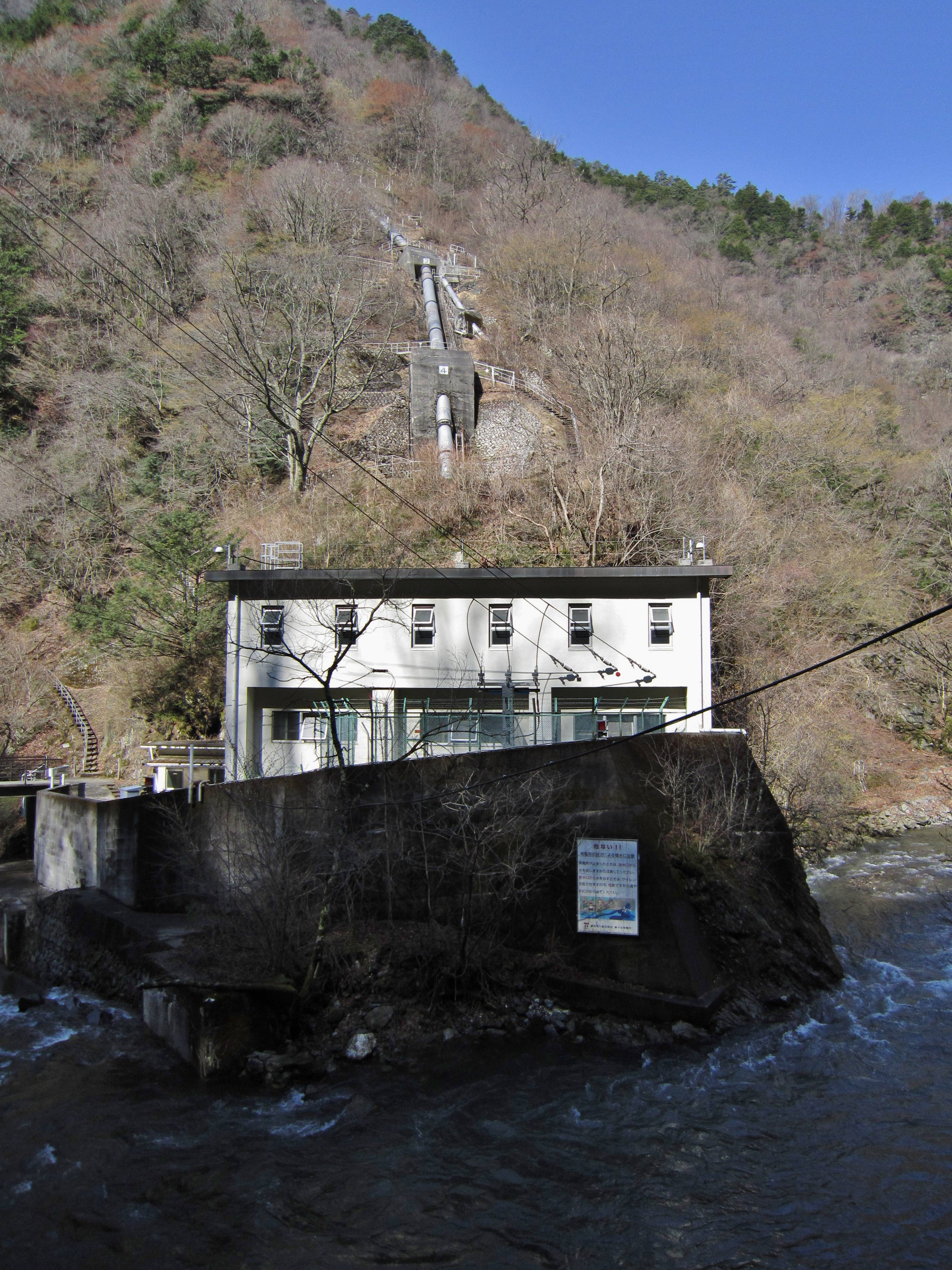
島々谷発電所
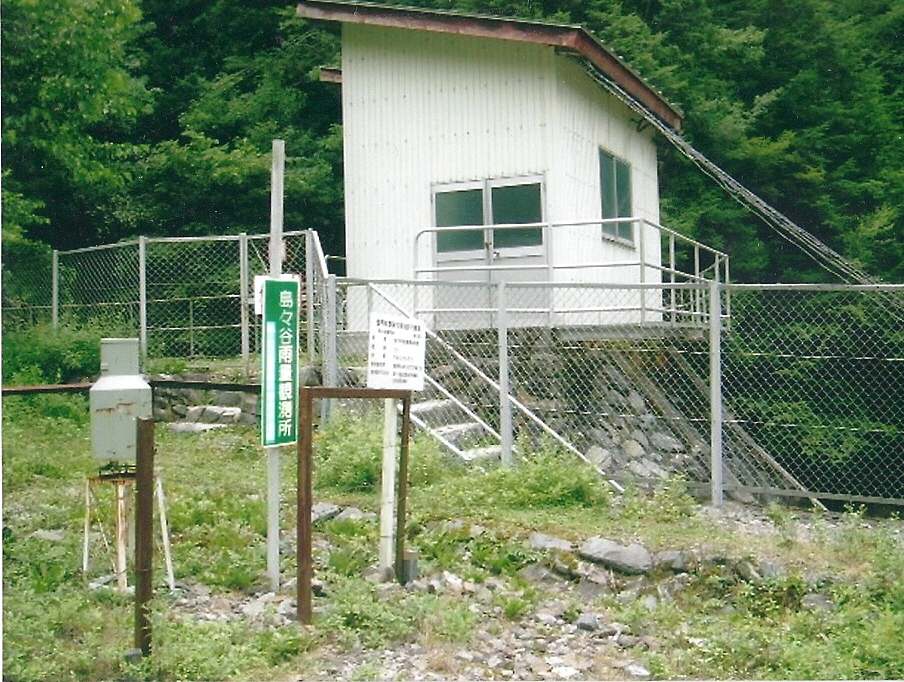
雨量観測施設と島々谷発電所取水ダム 2005年8月14日撮影
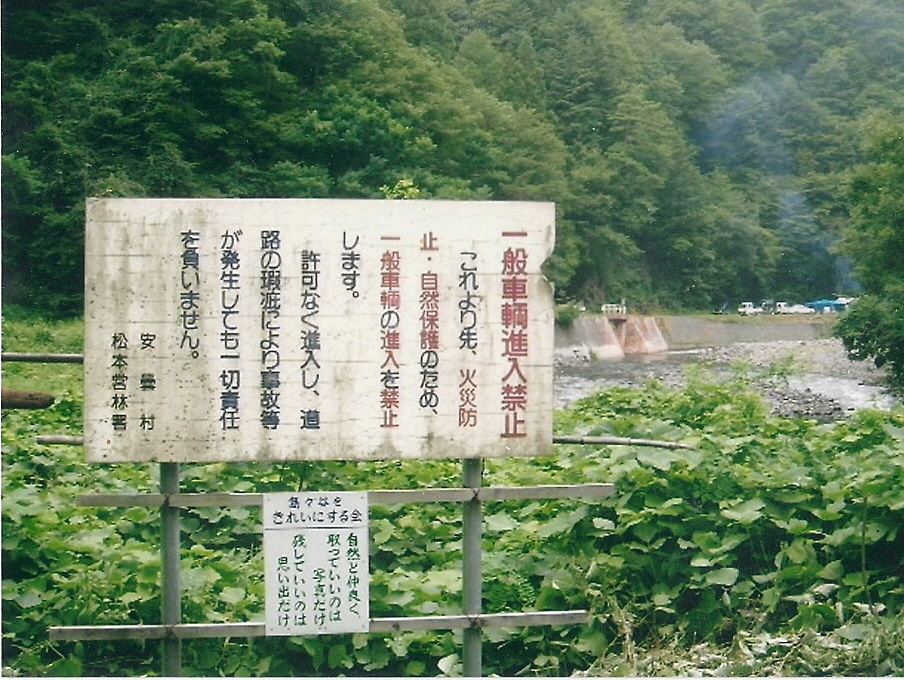
下流にある車両進入禁止掲示と河原（右）2005年8月14日撮影

上高地に向かう現在のバス路線が1933年に開通する以前は、上高地・穂高岳などに入るためには、この島々谷川沿いを登り、徳本峠（とくごうとうげ）を越えた。山岳家にとっては知られた路線であった。現在では入る人が少ない。

## 発電
二俣（標高約930ｍ）で取水し、下流（標高約777ｍ）で発電する水路式発電所がある。

## 流域の自治体
長野県
松本市